# مسيحيون عبرازيم
المسيحيون العبرازيم هم علماء في العبرية من خلفية عائلية مسيحية، أو مسيحيون يهود. المجال الرئيسي للدراسة هو العهد القديم للمسيحيين، إلى جانب التلمود، والقبالة.
كان لعدد من آباء الكنيسة في وقت مبكر من تاريخ المسيحية على معرفة ودراية في التقاليد العبرية. منهم القديس جاستن، وأفراهاط، وأفرام السرياني، وأوريجانوس وجيروم. خلال عصر النهضة ازداد انفتاح العلماء المسيحيين على التقاليد العبرية والأدب العبري.